# بروجيكت رانواي
بروجيكت رانواي أو مشروع منصة عرض الأزياء، هو سلسلة أمريكية من برامج تلفزيون الواقع عرض على قناة لايف تايم ومن قبلها على شبكة التلفزيون الأمريكية برافو (شبكة تلفزيونية)، يركز على موضوع تصميم الأزياء وتقدمه العارضة هايدي كلوم. يتنافس المتسابقون مع بعضهم لتصميم أفضل الأزياء ضمن موضوع محدد ووفق معطيات مشروع تتضمن فترة زمنية للإنجاز والعمل ضمن فريق وضمن ميزانية محددة للمشروع وبمواد معينة. يتم تحكيم التصاميم المنفّذة من قبل لجنة من المختصين في عالم الأزياء والموضة ويستبعد في كل أسبوع أحد المصممين أو أكثر. يشارك المصممون المتبقون في الحلقات الأخيرة في أسبوع نيويورك للموضة، حيث يتنافسون بعرض مجموعة أزياء كاملة، يتم تحكيمها أيضاً لتحديد الفائز. يدخل هذا البرنامج في إطار الترفيه والتثقيف أيضاً.

## روابط خارجية
- النسخة البريطانية
- الموقع الرسمي
 at myLifetime.com
- الموقع الرسمي
 at FremantleMedia's Site
- بروجيكت رانواي على موقع IMDb (الإنجليزية)
- بروجيكت رانواي على موقع ميتاكريتيك (الإنجليزية)
- بروجيكت رانواي على موقع الموسوعة البريطانية (الإنجليزية)
- بروجيكت رانواي على موقع روتن توميتوز (الإنجليزية)
- بروجيكت رانواي على موقع نتفليكس (الإنجليزية)
- بروجيكت رانواي على موقع كينوبويسك (الروسية)
- بروجيكت رانواي على موقع قاعدة بيانات الفيلم (الإنجليزية)